# پیر واتکین
پیر واتکین (انگلیسی: Pierre Watkin؛ ‏ ۲۹ دسامبر ۱۸۸۹ – ۳ فوریهٔ ۱۹۶۰) بازیگر اهل ایالات متحده آمریکا بود.
از فیلم‌ها یا برنامه‌های تلویزیونی که وی در آن نقش داشته است، می‌توان به ویکتور هربرت بزرگ، خماری زیاد، خطرناک، در صحنه، وضعیت کشور، غرور یانکی‌ها، بال‌های نیروی دریایی اشاره کرد.